# Zharick León
Zharick Andrea León Villalba (Cartagena, Colòmbia; 17 de novembre 1974) es una actriu i model colombiana, coneguda principalment pel seu treball en telenovel·les. Va interpretar a Rosario Montes a la producció de Telemundo, Pasión de Gavilanes. I també va interpretar a Bella Cepeda en el melodrama Doña Bella. On el seu treball va ser reconegut amb premis com el Latin Pride Award al 2010.

## Filmografia

### Televisió
| Any             | Títol                                 | Personatge                               | Notes                 |
| --------------- | ------------------------------------- | ---------------------------------------- | --------------------- |
| 1997            | Dos mujeres                           | Carolina Urdaneta                        | Repart                |
| 1998-1999       | Amor en forma                         | Victoria                                 | Protagonista          |
| 1999            | Me llaman Lolita                      | Margarita "Margara"                      | Repart                |
| 2000            | Adónde va Soledad                     | Soledad Rivas                            | Protagonista          |
| 2003            | No renuncies Salomé                   | Laura                                    | Antagonista Principal |
| 2003-2004, 2022 | Pasión de gavilanes                   | Rosario Montes                           | Co-Antagonista        |
| 2004            | Dora, la celadora                     | Dora Lara "La celadora"                  | Protagonista          |
| 2005            | El baile de la vida                   | Lina Forero                              | Protagonista          |
| 2006-2007       | La viuda de Blanco                    | Iluminada Urbina                         | Antagonista Principal |
| 2007            | Sobregiro de amor                     | Liliana Herrera                          | Protagonista          |
| 2010            | Doña Bella                            | Bella de Santa Lucía Cepeda "Doña Bella" | Protagonista          |
| 2010-2011       | La Pola                               | Catarina Salavarrieta                    | Co-Protagonista       |
| 2011            | La promesa                            | Luz Miriam / Alias Indira                | Antagonista Principal |
| 2012            | La ruta Blanca                        | Zara Mendoza                             | Co-Protagonista       |
| 2013-2014       | Los graduados                         | Patricia Delgado/ Jimena Rocha           | Protagonista          |
| 2016-2017       | La ley del corazón                    | Marcela de Segura                        | Participació Especial |
| 2018            | Garzón vive                           | Yolanda Meneses "Tuto"                   | Protagonista          |
| 2019            | Decisiones: Unos ganan, otros pierden | Margarita                                | Protagonista          |
| 2020            | Operación Pacifico                    | Fabiola                                  | Participació Especial |
| 2020            | Vidas posibles                        | Juana Hernández                          | Co-Protagonista       |

## Cinema
| Any  | Títol                  | Personatge         |
| ---- | ---------------------- | ------------------ |
| 2009 | Alborada Carmesí       | Natalia Bustamante |
| 2019 | Los Ajenos Fútbol Club | Martina Ibañez     |

## Teatre
- Valentino

## Premis i nominacions

### Premis India Catalina
| Any  | Categoria                                          | Telenovela o Sèrie  | Resultat   |
| ---- | -------------------------------------------------- | ------------------- | ---------- |
| 2012 | Millor Actriu Protagònica de Telenovela            | Doña Bella          | Guanyadora |
| 2005 | Millor Actriu Protagònica de Telenovela            | Dora, la celadora   | Guanyadora |
| 2004 | Millor Actriu de Repartiment de Telenovela o Sèrie | Pasión de Gavilanes | Guanyadora |

### Premis TvyNovelas
| Any  | Categoria                              | Telenovel·la o Sèrie | Resultat |
| ---- | -------------------------------------- | -------------------- | -------- |
| 2014 | Millor Actriu Antagònica de Telenovela | Los Graduados        | Nominada |
| 2012 | Millor Actriu Protagònica de Novela    | Doña Bella           | Nominada |
| 1998 | Millor Actriu Revelació                | Dos mujeres          | Nominada |

### Altres premis obtinguts
- Dos de Oro en Venezuela a la Actriu Internacional de l'any, per Pasión de Gavilanes
- Orquídea usa a l'Actriu Protagònica, per Dora, la celadora
- Latin Pride International Awards a la Actriu de l'Any, per Doña Bella.
- Zharick rebrà el premi a Millor Actri de l'Any als Latin Pride International Awards.
- Los Angeles Films Awards (febrer de 2020): Millor Actriu de Repartiment.

## Publicitat
- Cuadernos Norma
- Azaleia
- Bon Ice - Yogoso
- Head & Shoulders
- Nayelhy
- SJ Studio
- Revista Cromos
- Kendo
- Jugos Postobón
- Café Sello Rojo
- Cerveza Águila

## Pasarela
- Kelinda
- Elipse
- Leonisa
- Agua Manantial
- Kotex
- Los Coches